# Dieudonné Jacobs
Pour les articles homonymes, voir Jacobs.
Dieudonné Jacobs (1887-1967) est un peintre impressionniste liégeois qui a partagé sa vie d'artiste entre l'Ardenne belge et la Côte d'Azur et plus spécialement entre Spa et La Garde (Toulon).

## Biographie
Dieudonné Jacobs est né à Montegnée, dans la banlieue industrielle liégeoise, le 10 juin 1887. Issu d'une famille modeste, il y vécut une enfance plutôt triste dans une des innombrables maisons ouvrières qui, toutes semblables et sans âme se fondaient dans la grisaille et l'ennui. Étranges destinées que celles des trois fils Jacobs (Joseph, Dieudonné et Isidore) que rien, de prime abord, ne prédestinait aux arts et qui pourtant tous trois connurent la renommée, chacun dans une discipline bien définie de l'univers artistique. Dieudonné devient peintre, son frère aîné, comédien et tragédien et Isidore, le puîné, suit une carrière musicale glorieuse[réf. nécessaire] qui, très tôt, l'amène à devenir professeur de violon au conservatoire de Toulon. Comme la plupart des autres adolescents impécunieux, Dieudonné travaille comme apprenti chez un décorateur. Ses dispositions artistiques étant aussi évidentes que sa volonté obstinée de s'engager dans une voie bien précise, il s'inscrit à l'Académie Royale des Beaux-Arts de Liège. Faisant fi des exhortations paternelles, il s'applique à suivre, avec une assiduité exemplaire, les cours d'Adrien de Witte, d'Auguste Donnay et d'Évariste Carpentier. Travaillant de nuit ou dès potron-minet, et étudiant le jour, il ne lui reste guère de temps pour les loisirs ou les amusements de son âge.
Incontestablement doué pour la peinture et ayant de la ténacité à revendre, ses études se poursuivent sans heurts ni encombres. En 1908, il obtient une première bourse. Le montant en est destiné à permettre au boursier de voyager en Belgique. Ce voyage est mis à profit pour apprendre et élargir les horizons. Il en est de même d'une bourse suivante. Celle-ci lui permet de séjourner à Paris. Dans les musées parisiens, il découvre Monet et l'impressionnisme. 
Dès lors, son avenir semble déterminé. Il se voit bien paisiblement installé, quelque part à l'est ou au sud de Liège, pour y poursuivre, en toute quiétude, une carrière soigneusement tracée, analogue à celle des grands contemporains Richard Heintz, Ludovic Janssen, Joseph Bonvoisin, Emmanuel Meuris, Albert Raty, Camille Barthélemy... Le sort, la guerre, les aléas de la vie en décidèrent autrement.
Le 4 août 1914, les troupes allemandes envahissent la Belgique. Patriote, décidé à mettre sa vaillance au service de son pays[réf. nécessaire], Dieudonné Jacobs, enrôlé au 14e régiment de ligne, participe à la défense de Liège. Blessé, il est fait prisonnier. Conduit vers l'arrière, il s'évade. Par le circuit hollandais, il gagne l'Angleterre, puis la France et se retrouve finalement au front en cette minuscule portion de Belgique, derrière l'Yser, dos à la mer. Une constitution fragilisée ne lui permet pas de supporter très longtemps les épreuves de l'humidité et de l'eau, bref les graves inconvénients d'une guerre de positions dans une terre de tranchées et de boues. Exténué, bronchiteux, il est proche du désespoir. Pratiquement condamné par les médecins, il est réformé pour cause de tuberculose pulmonaire. Depuis lors, les hasards de la vie ne cessent de se succéder : ayant accepté la proposition de son frère cadet, celui qui enseigne le violon au conservatoire de Toulon, il parvient contre toute attente à se refaire une santé dans le Var. À peine rétabli, il se remet à peindre. Les paysages se suivent : côtes varoises, ciels de Provence, arbres dans la bourrasque et surtout la lumière du midi qui fait parler sa palette.
Il peint et se remémore; même là, dans le Var, il peint les Hautes Fagnes, ces paysages de brume qu'il continue à porter en lui. Le hasard lui fait rencontrer son épouse, violemment heurtée au coin d'une rue. D'excuses en épousailles, un laps de temps assez court métamorphose le peintre, célibataire et taiseux, en époux attentionné. Avec sa femme, il partage une vie de bohème. Manquant de tout sauf d'amour, le couple met tout en commun. Les absences sont de moins en moins bien acceptées. Certaines sont nécessaires parfois, pour satisfaire l'une ou l'autre commande, pour s'en aller peindre sur le motif. Boursier de la fondation Lambert Darchis, Dieudonné Jacobs s'installe à Rome pour quatre ans, découvrant et copiant les grands maîtres : Le Caravage, Ribera, Le Tintoret. Déjà, il acquiert une notoriété vaticane[réf. nécessaire]. Il exécute des portraits et d'autres commandes. La lumière du midi l'inspire. Elle l'incite à peindre des pochades, puis des compositions plus importantes. Les fagnes d'antan continuent à l'obséder, symbole de la solitude, du désarroi ; et de la tristesse parfois, lorsqu'il se trouve bien seul dans la ville éternelle. Le hasard toujours : deux amateurs brésiliens découvrent en lui le peintre providentiel et achètent ses toiles, presque en vrac, sans désemparer. Un notable du Var l'ayant pris en amitié, lui offre le gîte et un hangar en guise d'atelier. Plus tard, il lui permet d'acquérir quelque coin, merveilleusement perdu à La Garde, vaste bourgade isolée. En ce temps, l'endroit n'était que parcimonieusement habité. Déjà au-delà des champs de vigne, la campagne offrait les merveilleux points de vue, sur la mer, sur les îles. Les essences végétales se mêlaient en une végétation sauvage composées d'amandiers, de pins, de cyprès, de palmiers et de mimosas. Sur le sommet d'une colline boisée, de ses mains, Dieudonné jacobs, se construit sa première demeure, l'agrandissant sans cesse, au fur et à mesure que ses moyens financiers le lui permettent, ajoutant un atelier à la chambre de séjour, un balcon avec terrasse à l'atelier, une deuxième construction à la première, le tout, toujours, en prenant soin des arbres : des cyprès, gardiens solennels à l'entrée du domaine, des palmiers dont les troncs s'enflent de sève, des mimosas qui, lorsqu'ils ne sont pas en fleurs, continuent à entremêler les tonalités de vert et de jaune gorgées de soleil. C'est là qu'il a vécu, en époux, avec sa femme et ses trois filles, enrichissant toujours un domaine en expansion, en peintre, reprenant les thèmes familiers, vues de Provence, de Corse, de Venise découverte avec ravissement, et revenant au pays spadois pour y peindre ses fagnes et pour y ressourcer sa nostalgie ainsi que son besoin de solitude intérieure ; en homme de bien surtout, toujours à l'écoute des autres, surtout de ceux qui, connaissant la misère, ont honte d'avouer leur détresse. C'est là aussi qu'il a connu la guerre, l'occupation du pays, avec des conséquences dramatiques : chassé de chez lui, il subit l'avanie de voir sa maison occupée par l'envahisseur, tremblant pour sa demeure somptueusement labyrinthique mais plus encore pour son paradis, ce bois empli d'arbres séculaires et irremplaçables. Puis vint le débarquement, la déroute ennemie, la paix retrouvée. Comblé par la persistance d'un succès mérité, Dieudonné Jacobs reçoit des amis, répond aux commandes. Il réside tantôt à Spa tantôt à La Garde, au gré de son humeur. Il peint : des fagnes solitaires, des tourbières, des calanques au soleil, des coins de Corse ; des portraits aussi : un pêcheur à Capri, un fumeur de pipe, des miséreux ; ou les figures hiératiques de quelque notable.
Il connaît la gloire. Montegnée le célèbre. La rue où se trouve sa maison natale porte dorénavant son nom. La ville de Spa où il séjourne avec plaisir et où il compte tant d'admirateurs continue à l'accueillir avec chaleur et amitié. Des musées réputés, à Rome, à Paris, à Liège, à Spa ont acquis certaines de ses œuvres[réf. nécessaire]. Vient le temps de la vieillesse, de la maladie de Parkinson, un mal qui empêche ses mains, de plus en plus tremblantes, de peindre, voire de tenir des pinceaux. Les souffrances physiques et morales l'accablent. Jusqu'au jour où la mort vient. Décédé chez lui le 22 janvier 1967, Dieudonné Jacobs connaît la joie posthume d'être enterré dans son jardin. Depuis 1971, la tombe de sa femme jouxte le sienne, perpétuant leur longue union.

## Critiques
« Peintre de la fagne, Dieudonné Jacobs nous en donne une interprétation romantique : (...) ciels gris, bas et lourds. Étendues solitaires et rousses… on  dirait que la vie s'est arrêtée, figée sur les hauts plateaux ... végétations malingres, genévriers rabougris, bouleaux tordus par les vents, la pluie ou la neige... Mais il l'interprète avec son âme et c'est alors la tragique humanité de cette terre de tourbe qu'il interprète à larges touches sèches (...) Jacobs a fort bien compris les ciels fagnards, toujours prêts à fondre en eau et cette terre molle, sournoise, pleine d'embûches.
Joseph Schetter (s.d.)[citation nécessaire] »
« Contemplez ses évocations de la Côte d'Azur, et cette eau bleue, et cette verdure qu'il a si subtilement comprises. Parcourez l'Italie à l'aide des splendides toiles qu'il dédia à Venise ou à l'île de Capri. Mais saisissez surtout ces tons âpres et gris de ses paysages d'Ardenne, l'impression d'immensité de ses fagnes, l'éloquente sincérité de ses coins préférés de Wallonie.
Georges Dopagne (s.d.)[citation nécessaire] »
« Jacobs aime l'Italie avec la passion de son cœur latin (...) Sa peinture, avec sa facture large, est tout entière une joie de couleurs. Il y a dans telles de ses toiles toumentées, toute une sympathie de tons, toute une puissance de figuration, toute une fantastique expression de vie? Sa technique propre est passionnelle avec sonorité. La spatule opère sans brosser ni lécher. Elle porte en soi la violence d'une arme et elle met en plus grande valeur la poésie naturelle et primordiale de l'artiste.
Guido Guida. 1930[citation nécessaire] »
« Si l'homme nous est sympathique, l'artiste ne l'est pas moins. D'une nature volontiers rêveuse, épris d'idéal, il a cherché dans son art une route d'évasion. Ceux qui savent que la vie des êtres sensibles est "une chose somptueuse et triste", ceux-là savent aussi que l'art seul promet le miracle d'une évasion possible. Dans le Midi, (peut-on prononcer ces deux syllabes sans en être éclaboussé de soleil ?) où il s'est fixé, l'artiste atrouvé l'ambiance particulièrement favorable à cette évasion promise. Nous savons que des circonstances douloureuses se situent à l'origine de ce départ. Nous voulons croire cependant à quelque poussée obscure de l'instinct qui devait lui permettre, au contact de cette terre fraternellement accueillante, d'identifier en elle le vrai visage de son désir et de son rêve.
José Gers. 1930[citation nécessaire] »
« Qu'il murmure, d'un ton toujours juste, le mélancolique adieu automnal aux dépouilles dorées de la forêt ardennaise ; qu'il chante dans la gamme du blanc, du rose et du vert, l'épanouissement de l'amandier provençal ; ou bien qu'aux appels nostalgiques des Fagnes de son pays, il réponde par le cantique des vibrations de la nature méditerranéenne, Jacobs sait trouver dans l'expression la plus variée, l'interprétation la plus propice, le mode et la manière les plus inattendus le renouvellement de soi-même dans la plus rare unité de technique et de facture.
René de Quiez. 1934[citation nécessaire] »
« Un artiste, dont les toiles ornent les cimaises de nombreux musées de France, d'Italie et de Belgique ; mais avant tout un homme, chaleureux, généreux, qui n'avait pour lui, au départ, que son talent, ses yeux clairs et son cœur immense ; Dieudonné Jacobs fut le peintre des profonds horizons de Wallonie et des paysages de soleil du Midi, où il a choisi de reposer pour toujours sous la colline de Sainte-Musse à La Garde, auprès de celle qui fut la femme de sa vie. Josine Bastin. 1990[citation nécessaire] »
« Les œuvres picturales de montagne en Corse ou en Savoie, des fagnes des Ardennes belges au ciel tragique, des marines qui appellent à l'évasion, des sites archéologiques d'Italie, des soleils couchants et bien d'autres, tout est chez lui poésie, grandeur et maîtrise du beau, générosité de sensations et de sentiments dans le dessin, la facture et les couleurs. Colette Henrard-Séquaris. 1997[citation nécessaire] »

## Associations des Amis du peintre Dieudonné Jacobs
Depuis 1987, les Associations des Amis du peintre Dieudonné Jacobs décernent un Grand Prix Dieudonné Jacobs pour soutenir des artistes de talent, alternativement à La Garde (Toulon) et à Spa. Durant toutes ces années, des échanges ont eu lieu entre les deux cités qui ont en commun de nombreux souvenirs de la vie du peintre. En 2003, un acte de jumelage a officialisé l'amitié qui s'est établie pendant tout ce temps entre les deux populations, grâce au dynamisme de tous ceux qui ont permis de consolider ces liens, particulièrement la famille du peintre et l'énergie d'Yvette Ortégat, sa fille.